# Ana Mena Rojas
Ana Mena Rojas (sinh ngày 25/02/1997, nghệ danh: Ana Mena) là nữ ca sĩ người Tây Ban Nha.

## Danh sách phim
| Năm  | Tên                    | Vai    | Ghi chú |
| ---- | ---------------------- | ------ | ------- |
| 2009 | "Marisol, la película" | Pepi   |         |
| 2022 | Bienvenidos a Edén     | Judith | Netflix |

## Danh sách album
- Index (2008)[6][7]